# Bino Farias
André José de Farias (Rio de Janeiro, 30 de novembro de 1970), mais conhecido pelo seu nome artístico Bino Farias, é um baixista brasileiro, conhecido por seu trabalho com o Cidade Negra.
É irmão de Lauro Farias, que também é baixista e toca no O Rappa, e também do falecido Tácio Farias, ex baixista da banda Negril. O trio nasceu e foi criado no bairro Piam, em Belford Roxo, na baixada fluminense.

## Prêmios e indicações
- 2008 — Prêmio Multishow de Música Brasileira - Indicado ao prêmio de "Melhor Instrumentista do Brasil".[2]

## Discografia
| Álbuns de estúdio - 1990 Lute para Viver - 1992 Negro no Poder - 1994 Sobre Todas as Forças - 1996 O Erê - 1998 Quanto Mais Curtido Melhor - 2000 Enquanto o Mundo Gira - 2005 Perto de Deus - 2010 Que Assim Seja - 2013 Hei, Afro! Ao vivo - 2002 Acústico MTV - 2006 Direto - Ao Vivo - 2007 Diversão - Ao Vivo | DVDs - 2002 Acústico MTV - 2006 Direto - Ao Vivo - 2007 Diversão - Ao Vivo Compilações - 1999 Hits - 1999 Hits & Dubs - 2008 Cidade Negra: Perfil |